# واخزاويات
الواخزاويات (الاسم العلمي: Dermanyssina) هي رتيبة من المفصليات تتبع رتبة متوسطات الفوهات من صنف القراديات.

## فيالق
- الواخزينات (الاسم العلمي:Dermanyssoidea)
- (الاسم العلمي:Ascoidea)
- (الاسم العلمي:Eviphidoidea)
- (الاسم العلمي:Phytoseioidea)
- (الاسم العلمي:Rhodacaroidea)
- (الاسم العلمي:Veigaioidea)